# فلوك (دب قطبي)

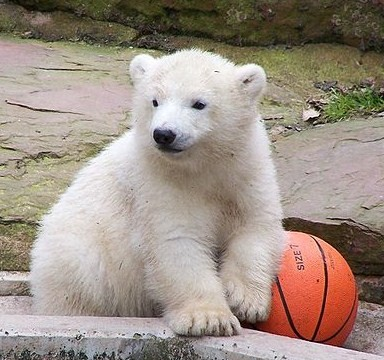
فلوك في 9 أبريل 2008 ، في اليوم التالي لاول ظهور لها

فلوك(تُلفظ بالألمانية: [ˈflɔkə]) هي أنثى دب قطبي ولدت في الأسر في حديقة حيوان نورمبرغ في نورمبرغ، ألمانيا في 11 ديسمبر 2007.
بعد أسابيع قليلة من ولادتها، تم إبعادها عن رعاية والدتها بعد أن أثيرت مخاوف على سلامتها.
بالرغم من أن حديقة الحيوان وضعت سياسة صارمة لعدم التدخل في حيواناتها إلا ان المسؤولين قرروا تربية الشبل يدويًا.
جاء هذا القرار في وقت كانت فيه حديقة الحيوانات تتلقى اهتمامًا سلبيًا من وسائل الإعلام بعد أن ورد أن أنثى أخرى من الدب القطبي أكلت أشبالها المولودة حديثًا.
حالتها تشبه كنوت، الدب القطبي المولود في الأسر في حديقة حيوان برلين.
سرعان ما أحدثت فلوك ضجة كبيرة في وسائل الإعلام. بعد ظهورها لأول مرة للجمهور في 8 أبريل 2008
تم تسجيل اسمها كعلامة تجارية من قبل حديقة الحيوان وظهرت صورتها على الألعاب والإعلانات في جميع أنحاء المدينة. أعلنت حديقة الحيوان في مايو 2008 أن رئيس برنامج الأمم المتحدة للبيئة أكيم شتاينر سيكون الراعي الرسمي لفلوك على أمل استخدام الدب كسفير لتشجيع الوعي ضد الاحتباس الحراري.
في أواخر عام 2008، تم نقل دب قطبي روسي اسمه راسبوتين إلى حظيرة فلوك على أمل أن تكتسب مهارات اجتماعية قيّمة مع فرد من جنسها.
في أبريل 2010، تم نقل كلاهما إلى مارينلاند في جنوب فرنسا.

## الطفولة والجدل

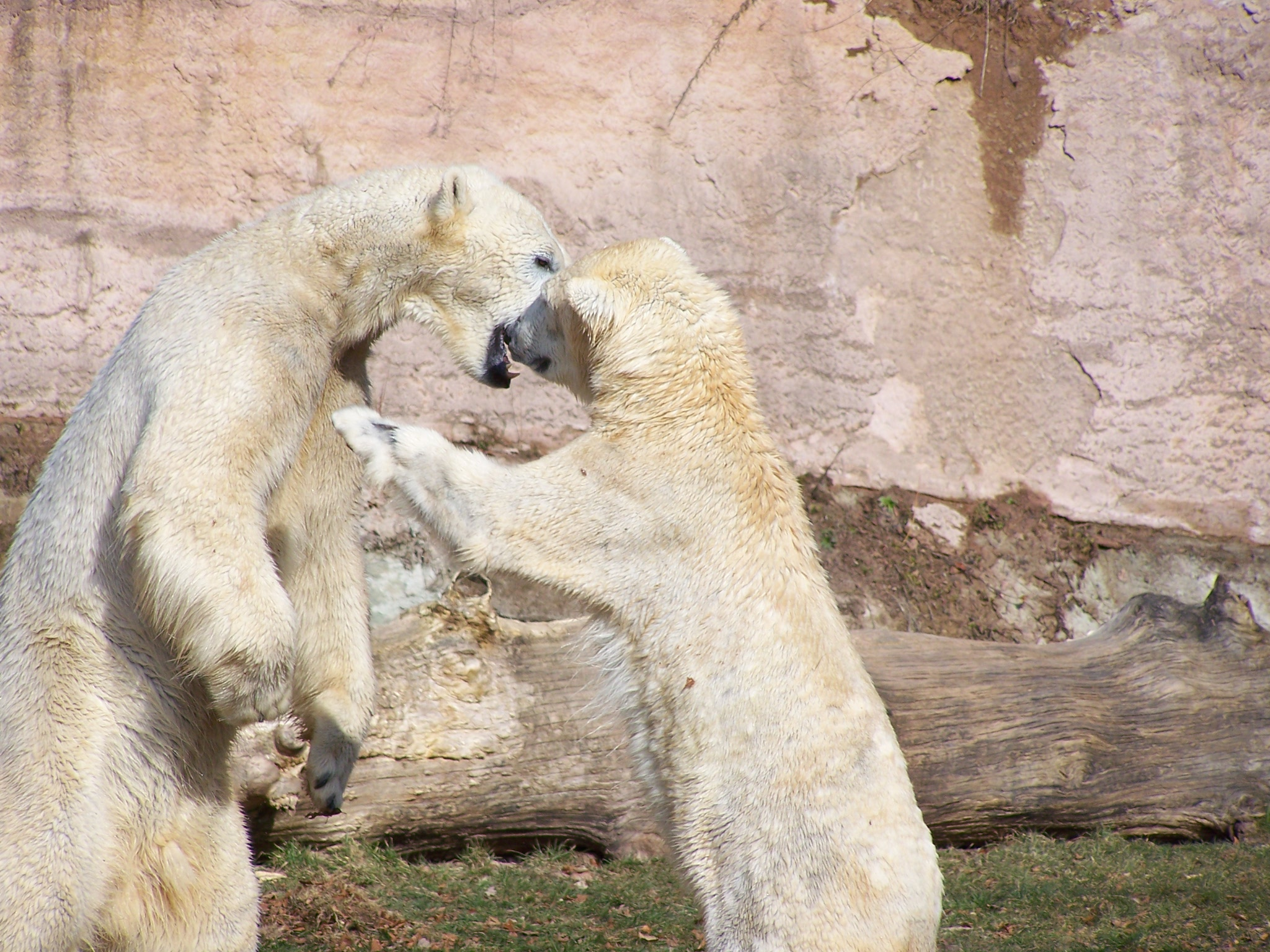
والدا فلوك فيليكس وفيرا

ولدت فلوك في حديقة حيوان نورمبرغ في 11 ديسمبر 2007 لوالدتها فيرا (مواليد 2002 في موسكو) وفيليكس (مواليد 2001 في فيينا)
كما تزاوج فيليكس مع فيلما (شقيقة فيرا)، التي أنجبت قبل بضعة أسابيع في نوفمبر الذي جعل المسؤولين يعتقدون أن هناك شبلين.
لم يستطع حراس الحيوانات تحديد عدد الأشبال الذين ولدوا بالضبط. وبحسب ما ورد لم ترغب حديقة الحيوانات في إنشاء سيرك إعلامي مشابه للسيرك الذي أحاط كنوت (وهو دب قطبي يتيم في حديقة حيوان برلين) والذي أصبح من المشاهير في العام السابق. بعد عدة أيام من إعادة تأكيد حديقة الحيوانات لسياستها الخاصة بعدم التدخل، نشرت صحيفة "بيلد" اليومية قصة بعنوان «لماذا لا ينقذ أحدٌ ما الأطفالَ الصغار في حديقة حيوان نورمبرغ؟» 
في بداية يناير، لاحظ الحراس أن فيلما بدت متوترة، حيث شوهدت تخدش بانفعال صندوق طعامها، ولم يكن هناك أي علامة أخرى على صغارها. ويعتقد أنها التهمتهم.
عندما سُئل عن السبب، صرح مدير حديقة حيوان نورمبرغ داغ إنكي أنه من الممكن أن يكونوا مرضى، وفي هذه الحالة غالباً ما تأكل فيه الدببة القطبية صغارها. 
سرعان ما واجهت حديقة الحيوان انتقادات شديدة في جميع أنحاء ألمانيا ومن وسائل الإعلام العالمية للسماح بموت الأشبال. وقال مدير الجمعية الألمانية لحماية الحيوان إن حديقة الحيوان تصرفت بطريقة غير مسؤولة وقال: «من المسؤولية الأخلاقية للإدارة أن تمنح الدب القطبي فرصة للحياة. إن استخدام حجة» هذه هي الطبيعة«كذريعة للتدخل بعد فوات الأوان أمر ساخر وغير مناسب».  تجمّع الزوار الغاضبون أمام حظيرة الدب القطبي وصرخوا "Rabenmutter" (حرفيا، «أم الغراب»، والتي تعني «الأم الشريرة») في كل مرة تظهر فيها فيلما.
في هذه الأثناء شوهدت فيرا تخرج من كوخها لأول مرة؛ بدا شبلها الوحيد الذي لا حول له ولا قوة عند بلوغه أربعة أسابيع فقط في صحة جيدة.
بعد يومين من رد الفعل الإعلامي الذي أعقب أشبال فيلما المفقودة، بدأت فيرا في إظهار سلوك غريب مثل حمل شبلها الغير مذكور اسمه في ذلك الوقت حول الكوخ وإسقاطه مرارًا وتكرارًا على الأرضية الصخرية الصلبة.
نظرًا للقلق على سلامة الشبل اتخذت حديقة حيوان نورمبرغ قرارًا مثيرًا للجدل بإخراجها من رعاية والدتها ورفعها يدويًا. 

## الشهرة

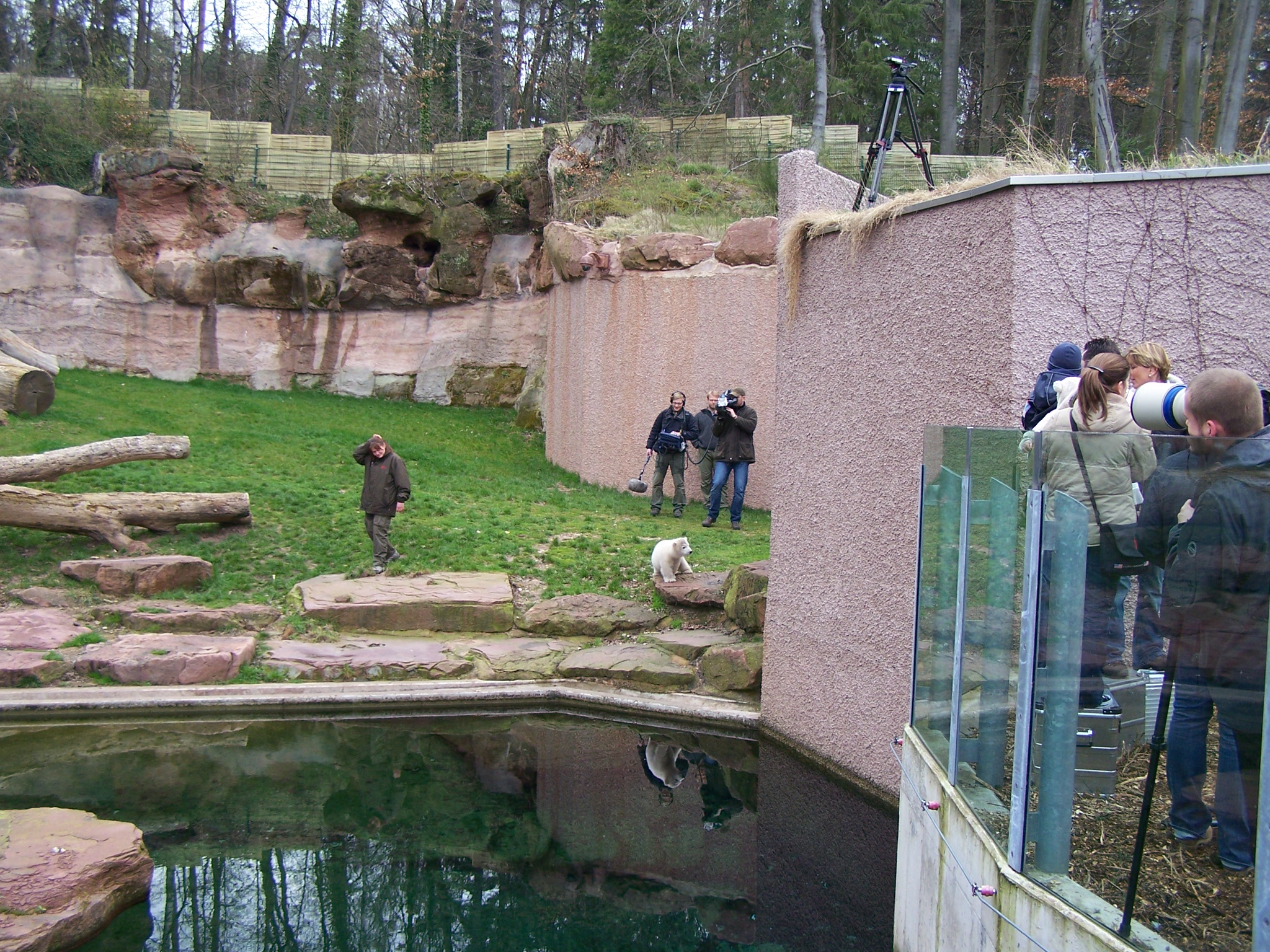
الصحفيون والزائرون يشاهدون فلوك وهي تلعب في حظيرتها.

بعد أقل من أسبوع من نقل الشبل من حظيرته، خصصت حديقة الحيوان موقعًا إلكترونيًا للشبل قدم تحديثات متكررة عن صحتها وتطورها، بالإضافة إلى صور ومقاطع فيديو حصرية، كما عرض الموقع أيضًا مسابقة يمكن فيها للمشجعين التصويت لاسم الشبل.
تم الإعلان عن الاسم الرسمي في 18 يناير 2008 من قبل أولريش مالي، عمدة نورمبرغ، وبثه على الهواء مباشرة على شاشة التلفزيون. على الرغم من العدد الهائل من الاقتراحات المرسلة بالبريد الإلكتروني من جميع أنحاء العالم (بما في ذلك "Stella" و "Knutschi" و "Sissi" و "Yuki Chan" )، أطلقت حديقة الحيوان اسمها رسميًا على فلوك بالألمانية "flake"، مثل "snowflake" ندفة الثلج.
كانت فلوك، التي استخدمتها وسائل الإعلام على نطاق واسع قبل تسميتها الرسمية، هو اللقب الذي أطلقه عليها حراس الحديقة في الأصل بسبب فروها الأبيض.
تم الإعلان عن نمو فلوك بعناية من قبل وسائل الإعلام خلال الأشهر القليلة الأولى لها. تناوب أربعة حراس حديقة على إطعام الشبل 140 مليلترًا من الحليب الاصطناعي كل أربع ساعات 
تصدرت أخبار فتح عينيها لأول مرة عناوين الصحف قبل أيام قليلة من تسميتها رسميًا. في عمر خمسة أسابيع، تمت الإشارة إليها في منشور بصحيفة بيلد باسم «السيدة. كنوت»، مما يشير إلى أن الدببة القطبية المولودة في ألمانيا قد يكونوا رفقاء عندما ينضجون.
مع نموها تم تطوير نظام فلوك الغذائي بطعام الكلاب، وتم تزويدها بالعظام المسلوقة لتتناولها عندما كان عمرها ثلاثة أشهر. سرعان ما تم اصطحابها إلى مسبح المبتدئين في حديقة الحيوان لممارسة مهاراتها في السباحة.
ذكرت حديقة الحيوان سابقًا أنها تبحث عن شبل دب قطبي يتيم أو بني لتربيته جنبًا إلى جنب مع فلوك من أجل تحسين تطورها. 
في 8 أبريل 2008، ظهرت فلوك لأول مرة علنًا في حظيرة الدب القطبي التي كانت في السابق موطنًا لفيلما. تم نقل الدب القطبي البالغ إلى حديقة حيوانات أخرى. وكان في استقبال الشبل البالغ من العمر أربعة أشهر أكثر من 160 صحفيًا وستة من أطقم التصوير الدولية في اليوم الأول.  خلال الأسبوع الأول، تم عرض فلوك لفترات قصيرة مع فترات راحة في منتصف النهار. نظرا لتوقع أن يصل عدد الزوار إلى 20000 زائر، فقد قامت حديقة الحيوان ببناء منصة عرض قادرة على استيعاب 500 شخص في وقت واحد، أمام السياج،  ولكن حضور رواد الحديقة كان في البداية أقل من المتوقع. تستخدم حديقة الحيوان نظام إرسال وتسجيل فيديو من بوش لإرسال صور حية بجودة التلفزيون للشبل إلى زوج من 46 بوصة (1,200 مـم) شاشات كبيرة الحجم.
تم تنفيذ هذا النظام، الذي يتضمن شاشة واحدة خارج الحظيرة، لمساعدة حديقة الحيوان على تلبية متطلبات الزوار الراغبين في إلقاء نظرة على فلوك.
بعد فترة وجيزة من ظهورها لأول مرة، أصبحت فلوك محط جدل عندما استعان يورجن أورتمولر، رئيس منتدى حماية الحيتان والدلافين، بمحام لوقف استغلال حديقة حيوان نورمبرغ لشبل الدب القطبي. بدعوى أن تعرض فلوك العلني سيكون له آثار ضارة وأن حديقة الحيوان كانت مهتمة فقط بكسب المال، عيّن أورتمولر المحاميَ البارز رولف بوسي للطعن عليهم في المحكمة.

## التجارة والعلامات التجارية
بعد فترة وجيزة من إنقاذ فلوك في يناير، ضمنت المدينة حقوق العلامة التجارية لاسمها.  وتم إصدار شعار رسمي في وقت لاحق من قبل حديقة الحيوان.
أصبحت فلوك جزءًا من حملة دعاية كبيرة في نورمبرج عندما تم تصويرها جنبًا إلى جنب مع عبارة "Knut war gestern" (كنوت هو دب الأمس) على ملصقات لمنطقة العاصمة في المدينة. تم عرض هذه الملصقات في العديد من محطات الحافلات والقطارات في جميع أنحاء المدينة.  أُطلق عليها اسم فلوكمانيا من قبل الصحافة (على غرار كنوتمانيا من العام السابق)، ارتفعت شعبية الشبل في أوائل عام 2008. تم استخدام صورتها للألعاب والمذكرات وأقراص DVD والبطاقات البريدية وعناصر أخرى. تم إصدار أول منتج، وهو لعبة لوحية تعتمد على فلوك، تم إصداره في فبراير، من قبل شركة (Noris-Spiele) التي تتخذ من Fuerth مقراً لها. بدأت شركة الألعاب الشهيرة (Steiff) في بيع مجموعة متنوعة من حيوانات فلوك المحشوة في مايو التالي. حيث كان يتجه الدخل من البضائع حاليًا نحو حديقة الحيوان وبرامج بقاء الأنواع.

## الدعاية اللاحقة
في أبريل 2008، قامت حديقة الحيوان بتقليل تفاعل الإنسان مع الشبل، على أمل أن تتعايش يومًا ما مع أفراد من جنسها ولا تعتمد على البشر. أصبحت فلوك أكثر استقلالية عن حراسها، وغالبًا ما كانت تلعب بسعادة بمفردها.
تم إعطاؤها «دمية» بلاستيكية، تشبه حلقة تسنين الطفل، مربوطة بالقضبان الموجودة داخل بابها المستقر لترضع عليها أثناء الراحة. ولكن تسببت هذه الرضاعة في ظهور أنف الشبل منحنية؛ ظل خطم الشبل على هذا الشكل لبعض الوقت قبل أن تعود إلى وضعها الطبيعي.

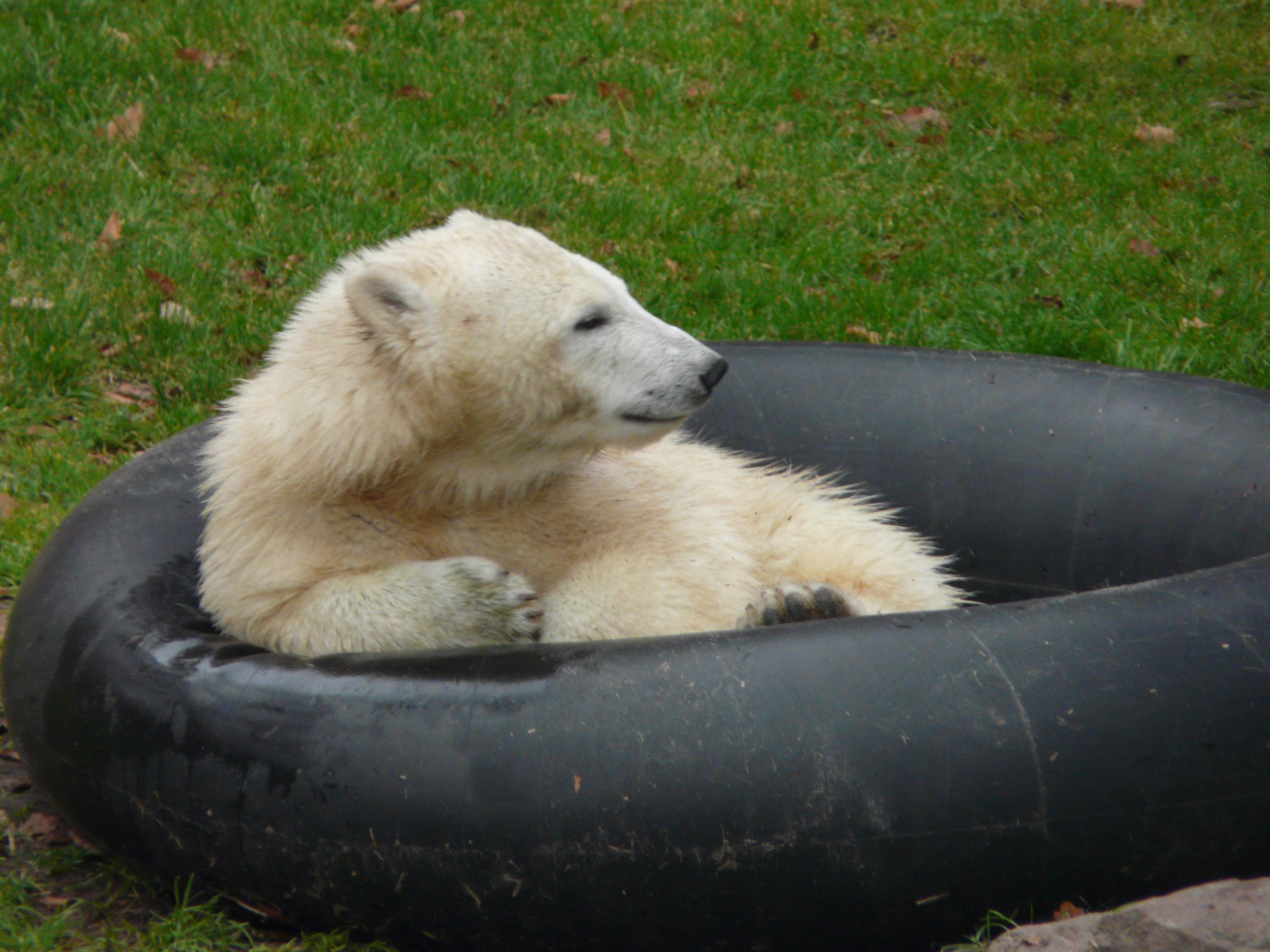
فلوك في العلبة الخاصة بها في أكتوبر 2008

في سن ستة أشهر كان نظامها الغذائي يتألف في الغالب من كيلوغرام من اللحم البقري والخضروات المتنوعة ولترًا من حليب الجرو يوميًا، كان وزنها مناسبًا لنموها عند 45 كيلوغرام (99 رطل) .
كما أشار الطبيب البيطري في حديقة الحيوان، بيرنهارد نوروهر، إلى أسنان الدب الجميلة، قائلاً إن «فلوك متحمس جدًا للعنب والبطيخ وفاكهة الكيوي والكمثرى»، مع حب خاص بالموز.
صار رئيس برنامج الأمم المتحدة للبيئة «أكيم شتاينر» الراعي الرسمي لفلوك في مايو 2008.
من خلال تولي هذا الدور أقر شتاينر بالجهود التي تبذلها حديقة حيوان نورمبرغ لحماية المناخ المحلي قائلاً: «يسعدني أن طُلب مني أن أصبح» الأب الروحي«لشبل الدب القطبي في نورمبرغ فلوك. آمل بصدق أن نتمكن خلال حياتها من تنفيذ اقتصاد أخضر عالمي».
في يونيو 2008، أُعلن عن حملة ملصقات جديدة تضم فلوك. كان هدفها تعزيز الوعي العام بقدرة الأفراد على حماية مناخ الأرض. تحت رعاية حديقة حيوان نورمبرغ بالاشتراك مع منطقة نورمبرغ الحضرية، أظهر الملصق صورة فلوك وعبارة "Klimaschutz beginnt vor Ort" («حماية المناخ تبدأ في المنزل»).
نشرت حديقة الحيوان أيضًا كتيبًا للجيب يضم فلوك تحت عنوان «الدليل الصغير لحماية المناخ»، قام بتعليم الزوار كيفية تقليل انبعاثات ثاني أكسيد الكربون.
أعلنت حديقة حيوان نورمبرغ في سبتمبر أنها وصلت إلى المليون زائر لعام 2008 .
على الرغم من زيادة مبيعات التذاكر لهذا العام بسبب شعبية فلوك، إلا أن الأرقام لم تتوافق مع التوقعات العالية. في نفس الشهر أُعلن أن الشبل يزن الآن 60 كيلوغرام (130 رطل) ، ولم يعد لديها استراحات الغداء في كوخها، وستبقى داخل حظيرتها طوال اليوم.

## راسبوتين والنقل إلى فرنسا
في أواخر تشرين الثاني (نوفمبر) 2008، أنجبت والدة فلوك (فيرا) شبلين من والد فلوك (فيليكس). على الرغم من أن فيرا كانت قادرة على رعاية الأشبال الجديدة دون مساعدة من حراس حديقة الحيوان، صرح المدير داج إنكي في البداية أن الأشبال لديهم فرصة بنسبة 50% للبقاء على قيد الحياة.
بعد ثلاثة أسابيع من الإبلاغ عن ولادتهما، مات كلاهما لأسباب طبيعية في غضون أسبوع واحد . أعرب إنكي عن أسفه بعد وفاة الشبل الثاني، قائلاً إن «فيرا كانت تُرضع بانتظام وأن الحيوان الصغير ينام دائمًا جيدًا بعد ذلك، لذلك بدا من المؤكد أنه حصل على ما يكفي من الحليب. ولا يُعرف سبب موت الحيوان الصغير بهذه السرعة».
تم نقل ذكر شبل دب قطبي يدعى راسبوتين من موسكو إلى حديقة حيوان نورمبرغ في ديسمبر 2008 حيث كان من المقرر ان يقيم إقامة طويلة قبل انتقاله الدائم إلى حديقة الحيوانات المائية في مدريد . كان من المفترض في الأصل البقاء في ألمانيا لمدة عام واحد فقط، وكان الدب الذكر - الذي أطلق عليه المعجبون اسم راسبي "Raspi" - يشارك فلفوك في الحظيرة.
كانت حديقة الحيوانات تأمل في أن يقوم راسبوتين على عكس فلوك -التي ترعرعت من قبل والدتها- بتعليم الدببة المشهورة كيفية التفاعل مع الشهرة . وبحسب بيان صادر عن المدينة، فإن الدببة «تتعايش مع بعضها بشكل مشهور».
في 21 أكتوبر 2009 أعلنت مدينة نورمبرغ أن فلوك وراسبوتين سينتقلان معًا إلى مكان مشيد حديثًا في مارينلاند،أنتيب، فرنسا
في بداية عام 2010. نظرًا للعلاقة الوثيقة بين الدببة المراهقين، قرر المسؤولون من برنامج الحفظ الأوروبي (Europäischen Erhaltungszucht-Programms ، أو "EEP") أن الدببة يجب أن تظل معًا على الرغم من الخطط السابقة لراسبوتين للانتقال إلى مدريد وحده. سيستخدم والدا فلوك (فيرا وفيليكس) الكوخ الذي سيخلونه في نورمبرغ
على أمل أن ينتجوا المزيد من الأشبال.
على الرغم من الجهود التي بذلتها مجموعة بيتا التابعة لحقوق الحيوان لوقف هذه الخطوة بناءً على مخاوف بشأن سلامة فلوك وراسبوتين، وصل الدبان بأمان إلى فرنسا في 22 أبريل 2010
في 26 نوفمبر 2014 أنجبت فلوك شبلها المسمى هوب، من والد راسبوتين.

## روابط خارجية
- الموقع الرسمي لحديقة حيوان نورمبرغ